# Familia Berrío
Los Berrío son una prestigiosa familia colombiana de origen vasco y probablemente italiano, centrada en la región de Antioquia, especialmente en la ciudad de Medellín.
Entre sus miembros destacan políticos del Partido Conservador, incluyendo un candidato presidencial. El apellido también da origen al topónimo Puerto Berrío, en Antioquia.

## Historia

### Miembros
- Lorenzo Berrío Hernández (1789-?)
- Pedro Justo Berrío Rojas (1827-1875)ː Político y militar colombiano. Padre de Pedro y Germán Berrío Díaz.
- Pedro José Berrío Díaz (1865-1950)ː Político y militar colombiano. Gobernador de Antoquia en múltiples ocasiones y ministro.[2] Padre de Pedro, Mercedes y Eduardo Berrío González.
- Germán Berrío Díaz (?)
- Pedro Justo Berrío González
- Gustavo Berrío Muñóz (n. 1909)ː Militar y político colombiano. Comandante del ejército de Colombia; ministro de guerra y de correos durante la dictadura militar 1956-1957.
- Mercedes Berrío González [de Mejía] (1911-1998)ː Escritora y matrona colombiana.[3]
- Eduardo Berrío González (1913-1970)ː Abogado y político colombiano. Ministro de Agricultura de Colombia durante la dictadura militar 1956-1957.